# Бобре
Бобре (фр. Beaubray) насеље је и општина у северној Француској у региону Горња Нормандија, у департману Ер која припада префектури Евре.
По подацима из 2011. године у општини је живело 293 становника, а густина насељености је износила 18,99 становника/km². Општина се простире на површини од 15,43 km². Налази се на средњој надморској висини од 175 метара (максималној 192 m, а минималној 127 m).

## Демографија
| 1962. | 1968. | 1975. | 1982. | 1990. | 1999. | 2011. |
| ----- | ----- | ----- | ----- | ----- | ----- | ----- |
| 215   | 227   | 252   | 222   | 254   | 266   | 293   |

График промене броја становника у току последњих година